# Catocala nebulosa
Catocala nebulosa là một loài bướm đêm thuộc họ Erebidae. Nó được tìm thấy ở miền nam Ontario phía nam qua Tennessee tới Florida, phía tây đến Texas và miền đông Oklahoma và phía bắc đến Iowa, Michigan, Wisconsin và Minnesota.
Sải cánh dài 75–86 mm. Con trưởng thành bay từ tháng 7 đến tháng 9 tùy theo địa điểm. Có thể có một lứa một năm.
Ấu trùng ăn Carya cordiformis và Juglans nigra.

## Hình ảnh

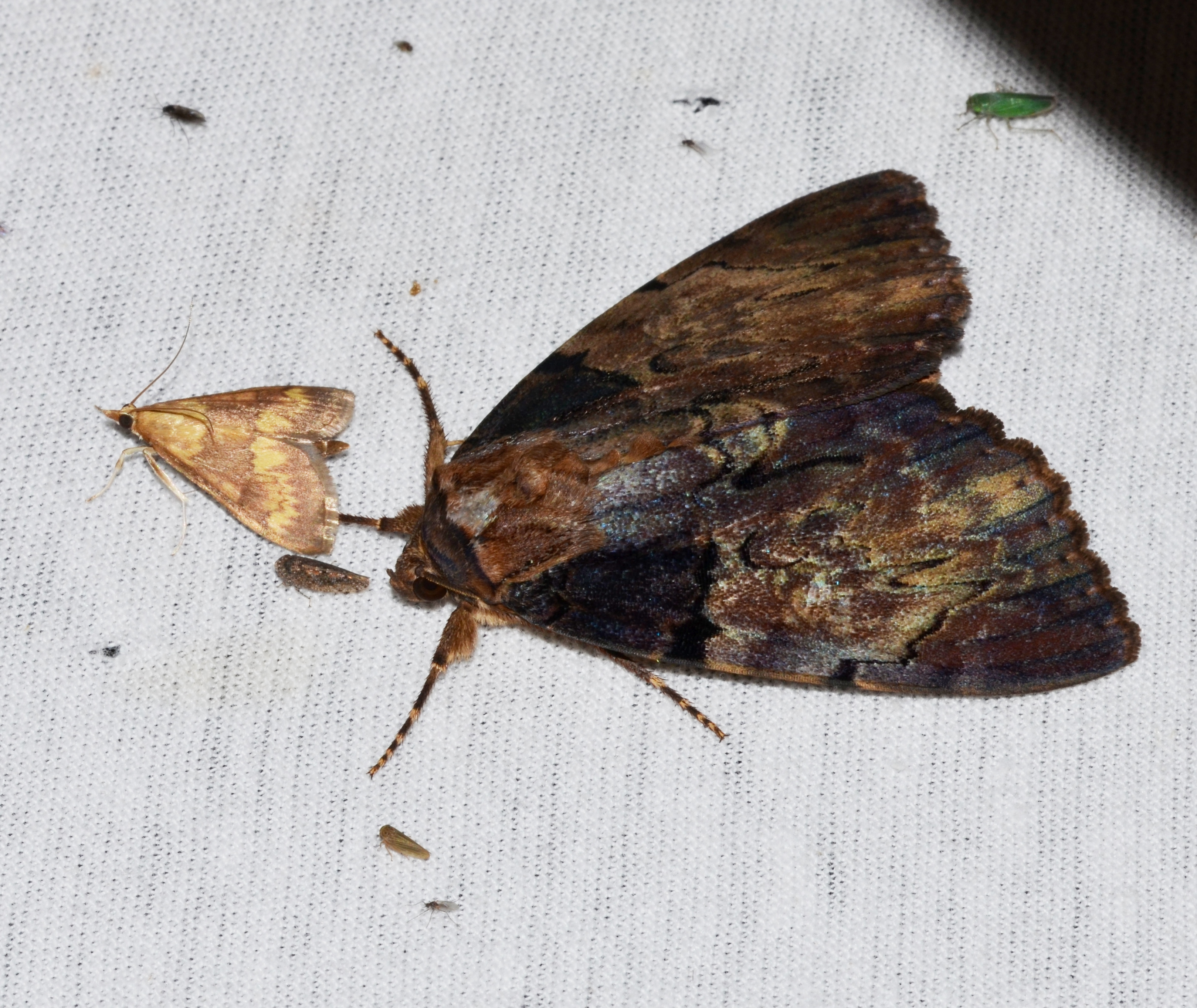
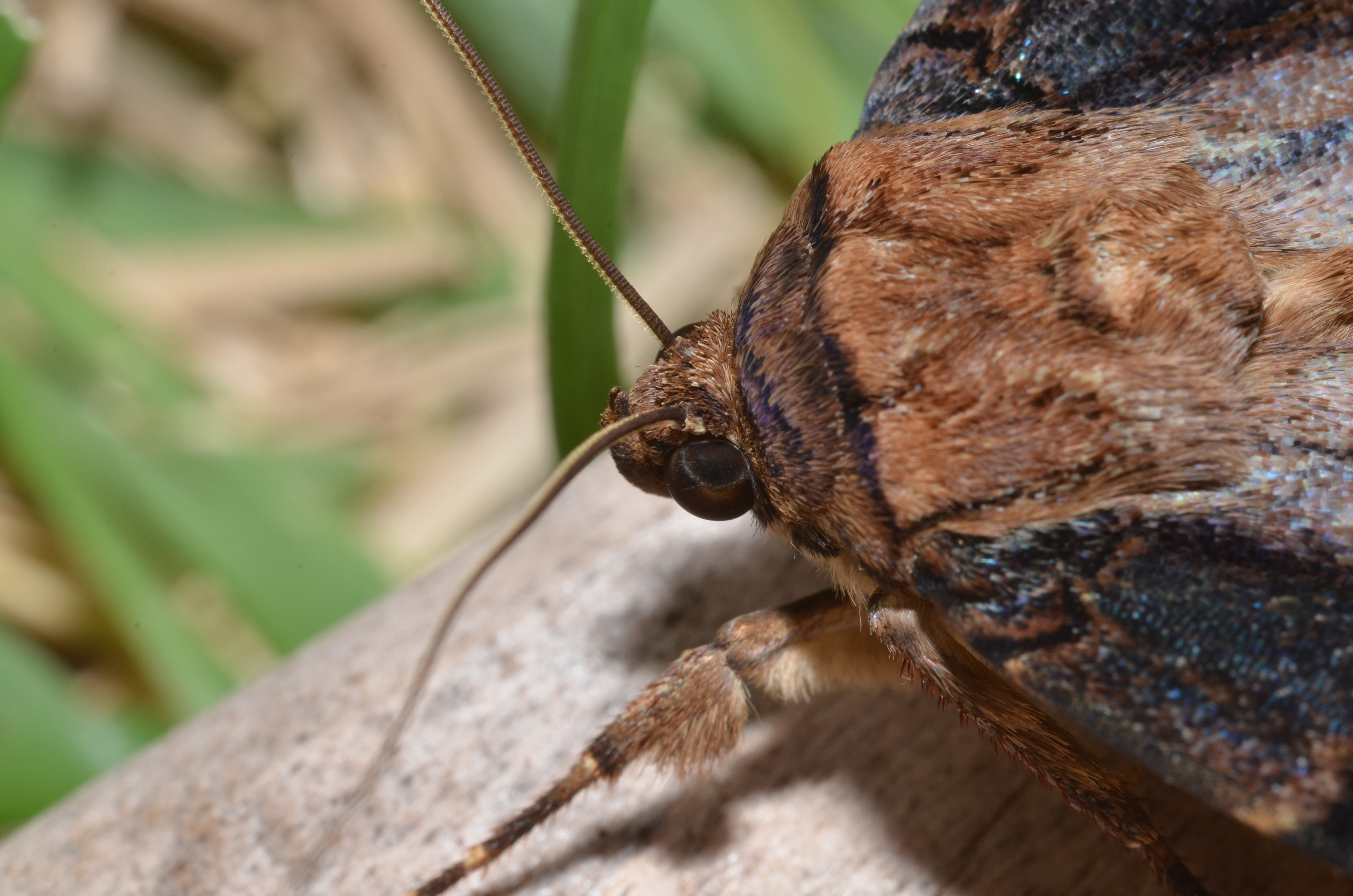
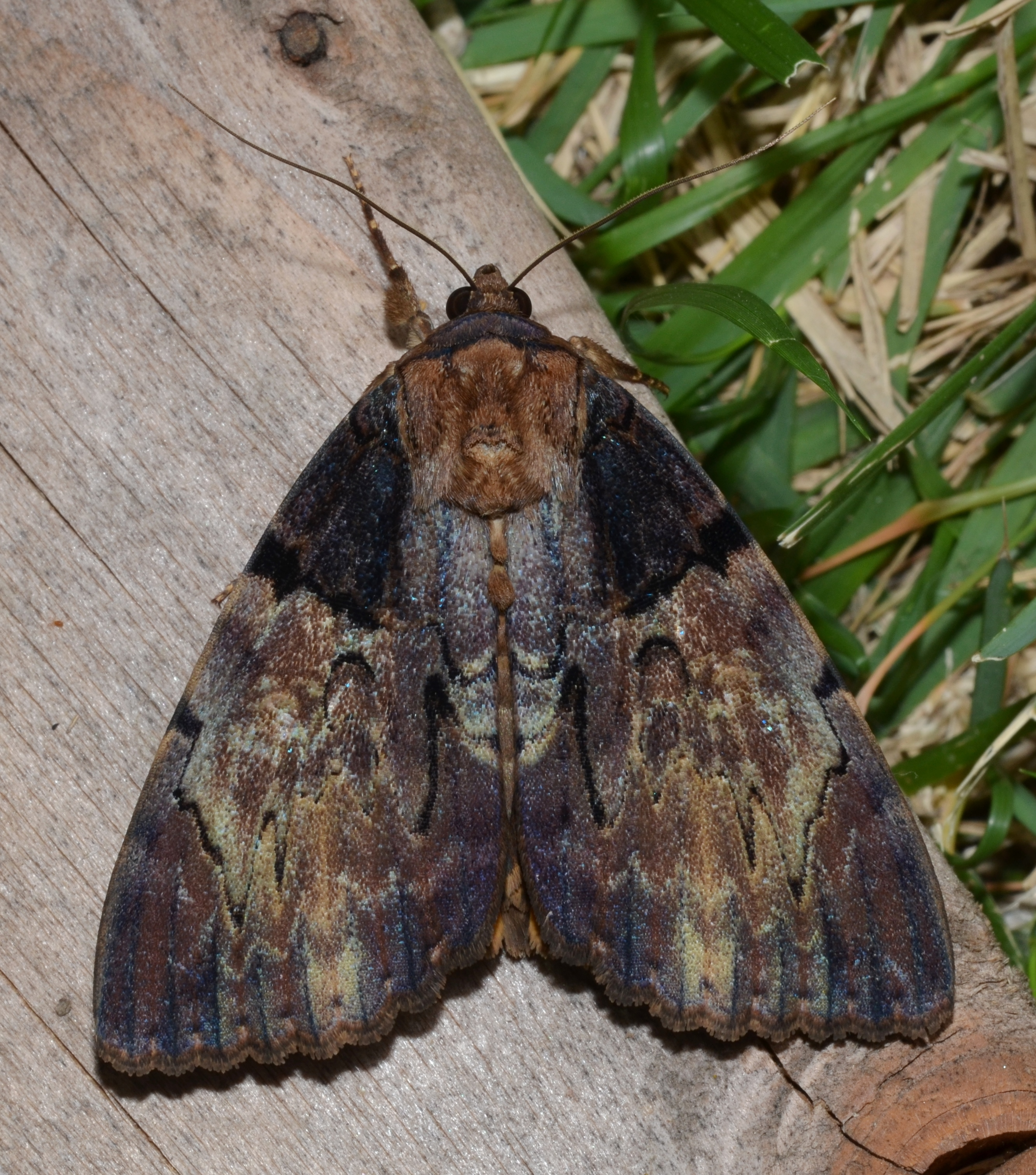
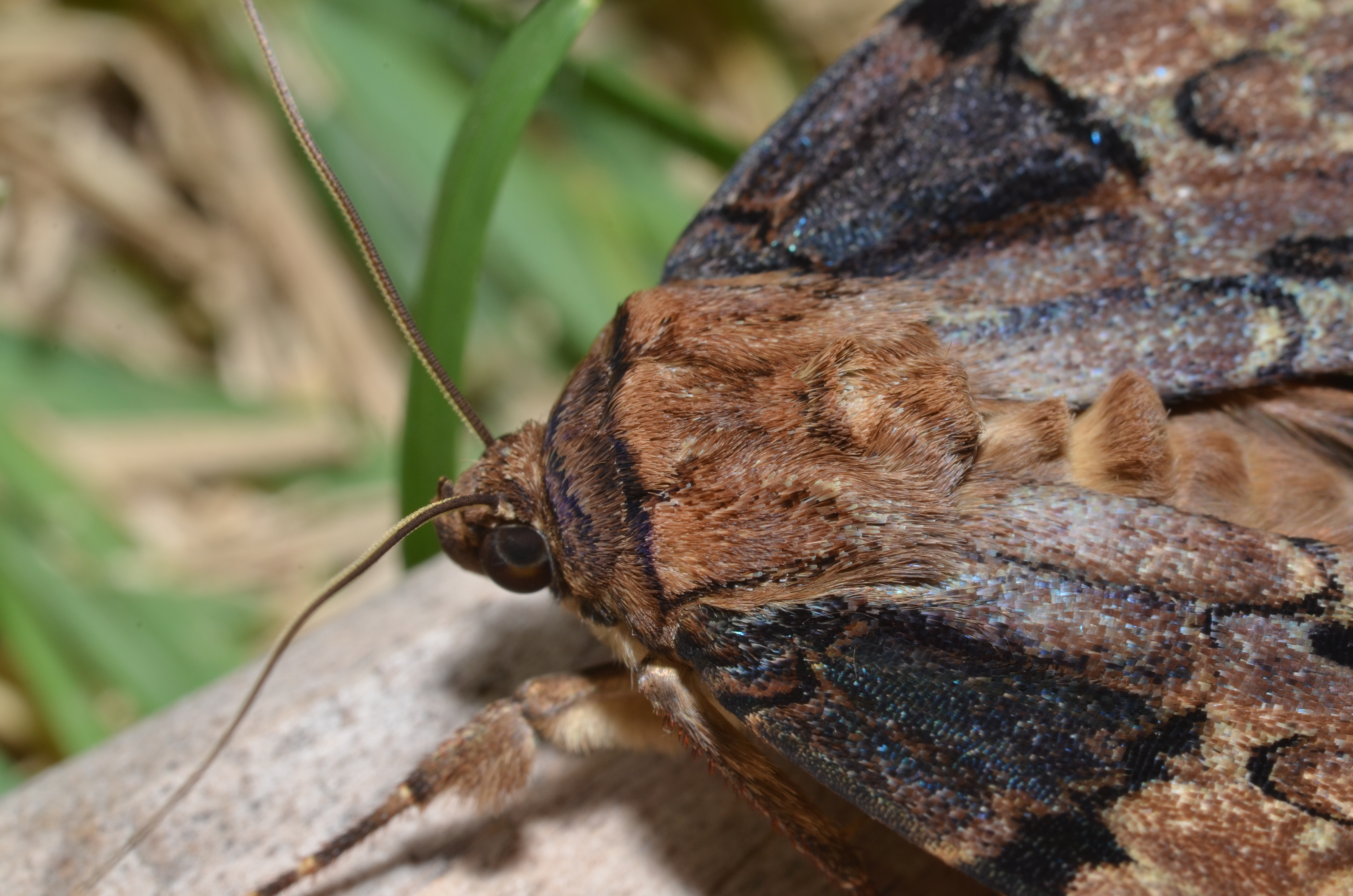